# Touchdown PCR
Touchdown PCR là phương pháp PCR sử dụng bước bắt cặp mồi giảm dần để tăng độ đặc hiệu của phản ứng. Bắt đầu từ nhiệt độ khoảng 70 °C, giảm dần xuống 56 độ qua từng chu kỳ.